# Ibrahim Ogoulola
Ibrahim Ogoulola (Cotonou, 3 febbraio 2000) è un calciatore beninese, centrocampista dell'Énergie SBEÉ Cotonou.

## Carriera

### Club
Nel 2016 ha esordito nel campionato beninese.

### Nazionale
Ha esordito con la nazionale beninese il 4 maggio 2017 nell'amichevole pareggiata per 1-1 contro il Burkina Faso. Il 21 maggio seguente, sempre in amichevole contro il Burkina Faso, segna la sua prima rete nella partita conclusasi per 2-2.